# 1785
1785 (MDCCLXXXV) a fost un an obișnuit al calendarului gregorian, care a început într-o zi de vineri.

## Evenimente
- 28 februarie: Horea și Cloșca sunt trași pe roată în fața publicului la Alba Iulia.

### Nedatate
- august: Împăratul vienez este obligat să acorde dreptul de liberă strămutare pentru iobagii din Transilvania.
- Crișan se spânzură în închisoarea din Alba Iulia.
- Războiul de tesut inventat de Edmund Cartwright.
- The Times. Cotidian publicat la Londra, fondat de John I. Walter, inițial The Daily Universal Register, din 1788 The Times.

## Nașteri
- 4 ianuarie: Jacob Grimm, lingvist, folclorist și scriitor german (d. 1863)
- 7 martie: Alessandro Manzoni, scriitor italian (d. 1873)
- 24 septembrie: Christian Flechtenmacher, jurist român (d. 1843)

## Decese
- 27 ianuarie: Grigore Maior, 70 ani, episcop român unit (n. 1715)
- 24 februarie: Carlo Buonaparte (n. Carlo Maria Buonaparte), 38 ani, avocat și politician corsican, tatăl lui Napoleon I (n. 1746)
- 21 aprilie: Frederick al II-lea, Duce de Mecklenburg-Schwerin, 67 ani (n. 1717)
- 15 iunie: Jean-François Pilâtre de Rozier, 31 ani, profesor francez de fizică și chimie, unul dintre pionierii aviației (n. 1754)
- 30 iunie: James Oglethorpe (n. James Edward Oglethorpe), 88 ani, general britanic, reformator social, filantrop și fondator al Coloniei Georgia (n. 1696)
- 19 septembrie: Maria Antonia a Spaniei (n. María Antonia Fernanda de Borbón y Farnesio), 55 ani, regină a Sardiniei (n. 1729)
- 31 octombrie: Frederic al II-lea, Landgraf de Hesse-Cassel, 65 ani (n. 1720)
- 18 noiembrie: Louis Philippe, Duce de Orléans, 60 ani (n. 1725)
- 24 noiembrie: Frederica de Württemberg (n. Friederike Elisabeth Amalie Auguste), 20 ani, soția lui Petru I, Mare Duce de Oldenburg (n. 1765)
- 20 decembrie: Karl Friedrich, Prinț de Hohenzollern-Sigmaringen, 61 ani (n. 1724)